# Warm Springs (Film)
Warm Springs ist ein US-amerikanischer Fernsehfilm aus dem Jahr 2005. Das Drama unter der Regie von Joseph Sargent widmet sich dem Umgang des späteren US-Präsidenten Franklin D. Roosevelt (1882–1945) mit seinem damals als Poliomyelitis angesehenen Leiden.

## Handlung
1921, ein Jahr nach seiner erfolglosen Anwärterschaft auf das Amt des US-Vizepräsidenten, erkrankt der Politiker Franklin D. Roosevelt an Poliomyelitis. Von Lähmungen gezeichnet zieht sich Roosevelt – nach erfolgloser Erprobung anderer Heilmethoden und anfangs widerstrebend – in den Kurort Warm Springs in Georgia zurück, wo er bald dem Druck seiner Familie ausgesetzt ist, sich um seine politische Karriere zu bemühen. 1926 nimmt er diese wieder auf und 1928 hält er die Nominierungsrede für den Präsidentschaftskandidaten Alfred E. Smith.

## Drehorte
Neben verschiedenen anderen Orten im US-Bundesstaat Georgia wurden große Teile des Films in Warm Springs gedreht. Dabei griff man u. a. auf ein speziell ausgerüstetes Fahrzeug zurück, in dem der kranke Roosevelt seinerzeit fuhr, und nutzte auch dessen Landhaus. Weiterhin wurde ein Schwimmbecken der alten Kuranlage für die Dreharbeiten saniert.

## Kritiken
Tom Shales bescheinigt dem Hauptdarsteller Kenneth Branagh in der Washington Post, dass dieser der Person Franklin D. Roosevelts nie vollumfänglich gerecht wird, gleichzeitig aber eine „fesselnde Darbietung“ abliefert und „anfängliche Bedenken zerstreut“. Roosevelt werde nicht als „eindimensionale lebende Statue, sondern als ruheloser, ambitionierter und manchmal bitterlich frustrierter Mensch“ dargestellt. „Branagh überrasche in der Rolle“ attestiert Noel Holston in Newsweek und kommt nach dem Vergleich mit anderen Roosevelt-Darstellern zu dem Schluss, dass keiner dessen „magnetische Energie“ ähnlich gut verkörpert hätte. Auch anderen Darstellern in Warm Springs bescheinigt Holston eine überzeugende Darbietung.

## Auszeichnungen (Auswahl)
Der Film wurde für 28 Preise nominiert, von denen er acht gewann, darunter fünf Emmy Awards.
Golden Globe Awards 2006
- Nominierung in der Kategorie Beste Miniserie oder bester Fernsehfilm
- Nominierung in der Kategorie Beste Darstellerin in einer Miniserie oder einem Fernsehfilm für Cynthia Nixon
- Nominierung in der Kategorie Bester Darsteller in einer Miniserie oder einem Fernsehfilm für Kenneth Branagh

Satellite Awards 2005
- Nominierung in der Kategorie Bester Fernsehfilm
- Nominierung in der Kategorie Beste Darstellerin in einer Miniserie oder einem Fernsehfilm für Cynthia Nixon
- Nominierung in der Kategorie Bester Darsteller in einer Miniserie oder einem Fernsehfilm für Kenneth Branagh
- Nominierung in der Kategorie Beste Nebendarstellerin in einer Serie, Miniserie oder in einem Fernsehfilm für Jane Alexander
- Nominierung in der Kategorie Bester Nebendarsteller in einer Serie, Miniserie oder in einem Fernsehfilm für Tim Blake Nelson

Screen Actors Guild Awards 2006
- Nominierung in der Kategorie Beste Darstellerin in einem Fernsehfilm oder Mini-Serie für Cynthia Nixon
- Nominierung in der Kategorie Bester Darsteller in einem Fernsehfilm oder Mini-Serie für Kenneth Branagh